# Michael Herbert Faber
Michael Herbert Faber (* 14. Januar 1953 in Bonn), Landesmuseumsdirektor i. R., ist ein deutscher Kulturwissenschaftler und war bis 2018 stellvertretender Leiter des LVR-Freilichtmuseums Kommern. Seine Forschungsschwerpunkte sind berufsbedingt und kulturgeschichtlich mobil lebende Bevölkerungsgruppen, Fest- und Brauchkultur sowie rheinische Alltagsgeschichte. Zusammen mit Florian Dering war er Ende der 1970er Jahre Wegbereiter einer volkskundlich-sozialgeschichtlich ausgerichteten Schaustellerforschung.

## Berufliche Tätigkeiten
Michael Herbert Faber studierte Volkskunde, Kunstgeschichte, Völkerkunde, Soziologie und Pädagogik in Bonn. Während des Studiums wirkte er am Aufbau des Lötschentaler Museums Kippel im Schweizer Kanton Wallis mit. 1979 promovierte er an der Philosophischen Fakultät der Universität Bonn mit der Dissertation Schausteller. Volkskundliche Untersuchung einer reisenden Berufsgruppe im Köln-Bonner Raum.
Von 1979 bis 1983 war Faber als Wissenschaftlicher Mitarbeiter am Volkskundlichen Seminar der Rheinischen Friedrich-Wilhelms-Universität Bonn in Lehre und Forschung tätig.
1983 wechselte Faber zum Rheinischen Freilichtmuseum und Landesmuseum für Volkskunde Kommern, heute LVR-Freilichtmuseum Kommern - Rheinisches Landesmuseum für Volkskunde. Dort baute er zunächst die Abteilung Museumspädagogik aus. Schwerpunkte waren dabei die Medienproduktion und die Entwicklung personaler Vermittlung, unter anderem durch Gespielte Geschichte in Anlehnung an Living-History-Konzepte angelsächsischer Museen und Freilichtmuseen in den Niederlanden und in Belgien. Zudem kuratierte Faber zahlreiche Ausstellungen. Viele Veranstaltungsformate, darunter Groß-Events wie der Jahrmarkt anno dazumal, der sich seit 1995 zum Vorbild vieler historischer Jahrmärkte entwickelt hat, und die Retro-Veranstaltung ZeitBlende tragen Fabers Handschrift. Faber entwickelte darüber hinaus ein umfassendes Sicherheitskonzept für Freilichtmuseen und war auch für die Presse- und Öffentlichkeitsarbeit verantwortlich.

## Ehrenamtliche Tätigkeiten
Als ihr erster Vizepräsident beteiligte sich Faber in den 1990er-Jahren am Aufbau des International Committee for Audiovisual, New Technologies and Social Media AVICOM im International Council of Museums (ICOM). Seit 2016 war er wieder Vizepräsident von AVICOM. Seit 2019 ist er Präsident.
Faber engagiert sich seit 1992 für die Verbesserung der medizinischen Grundversorgung und bei sozialen Projekten in Albanien. Im Auftrag des deutschen Malteser Hilfsdienstes und des Souveränen Malteser Ritter-Ordens half er, den ehrenamtlich geprägten albanischen Hilfsdienst Malteser – Ndhimon ne Shqiperi (MNSH), heute Malteser Albania des Souveränen Militärischen Malteser-Ritterordens aufzubauen, der als Katastrophenschutz-Organisation anerkannt ist. Von 1995 bis 2006 war er deren Geschäftsführender Präsident.
Faber ist weiterhin in beratender Funktion für die albanische Organisation des Souveränen Malteser-Ritterordens tätig. Unter anderem unterstützt er die Organisation beim Ausbau ihrer Civil Protection Unit.
Zudem leitet Faber die „Malteser Garde“ in Bonn und gehört dem Pool of Experts von Malteser International an.

## Auszeichnungen
2003: Medaglia del 50esimo Giubileo des Sovrano Militare Ordine Ospedaliere di San Giovanni di Gerusalemme, di Rodi e di Malta (SMOM)
2005: Verleihung der Ehrenbürgerschaft durch den Kommunalrat der albanischen Stadt Shkoder
2006: Medaglia di Servizio „Tsunami 2004“ des SMOM
2016: Jubläums-Medaille der Organizata Shqiptare Urdhrit të Maltës
2023: Melvin Jones Fellow Award der Lions Clubs International Foundation

## Publikationen (Auswahl)
- Schausteller. Volkskundliche Untersuchung einer reisenden Berufsgruppe im Köln-Bonner Raum. (= Rheinisches Archiv.. Band 113). Ludwig Röhrscheid Verlag, Bonn 1981, ISBN 3-7928-0446-8. [Phil. Diss. Universität Bonn]
- mit Peter Weber: Schaustellerleben. Alte und neue Bilder aus der Welt rheinischer Jahrmarktfamilien. Verlag Franz Schmitt, Siegburg 1982, ISBN 3-87710-098-8.
- Die Ankunft des Eisenbahnzuges. Varieté und Schausteller als Wegbereiter des Kinos. In: Ulrich Löber (Hrsg.): Odeon – Scala – Capitol. 100 Jahre Kino. (= Veröffentlichungen des Landesmuseums Koblenz. Staatliche Sammlung technischer Kulturdenkmäler B Einzelveröffentlichungen. 51). Selbstverlag des Landesmuseums Koblenz, 1995, ISBN 3-925915-51-6, S. 19–37.
- mit Manuela Schütze und Ingo Konrads: Aufnahme! Fotografie und Erforschung ungarischen und rumänischen Volkslebens. (= Führer und Schriften des Rheinischen Freilichtmuseums und Landesmuseums für Volkskunde in Kommern.. Band 56). Rheinland-Verlag, Köln 1997, ISBN 3-7927-1667-4.
- Living History – Lebendige Geschichte oder Geschichte (er)leben? Möglichkeiten, Methoden und Grenzen am Beispiel des Rheinischen Freilichtmuseums Kommern. In: Jan Carstensen, Uwe Meiners, Ruth-E. Mohrmann (Hrsg.): Living History im Museum. Möglichkeiten und Grenzen einer populären Vermittlungsform. (= Beiträge zur Volkskultur in Nordwestdeutschland.. Band 111). Waxmann Verlag, Münster 2008, ISBN 978-3-8309-2029-8, S. 117–133.
- Nur ein Spiel mit der Geschichte ... Personale Geschichtsinterpretation im Rheinischen Freilichtmuseum Kommern. In: Heike Duisberg (Hrsg.): Living History in Freilichtmuseen. Neue Wege der Geschichtsvermittlung. Förderverein des Freilichtmuseums am Kiekeberg, Ehestorf 2008, ISBN 978-3-935096-26-3, S. 79–98.
- LVR-Freilichtmuseum Kommern. (= Führer und Schriften des LVR-Freilichtmuseums Kommern – Rheinischen Landesmuseums für Volkskunde.. Band 62). Rheinisches Landesmuseum für Volkskunde. Museumsführer. Selbstverlag LVR-Freilichtmuseum, Kommern 2009, ISBN 978-3-00-025698-1.
- Terrazzo oder das Leben der Cancians. Zur Globalisierung einer venezianischen Handwerkstechnik seit der zweiten Hälfte des 19. Jahrhunderts. In: Menschen – Ideen – Migration. Neue Blicke auf Baukultur im Rheinland und in Westfalen-Lippe. Klartext Verlag, Essen 2010, ISBN 978-3-8375-0355-5, S. 183–191.
- Die Schausteller der Moderne: Was wissen wir über deren Sozial- und Kulturgeschichte? In: Kristin Merle, Bernhard Eisel, Birgit Weyel (Hrsg.): Schaustellerseelsorge. Interdisziplinäre Zugänge zu Lebenswelt und Religion von Menschen ‚auf der Reise‘. Garamond, Gera 2017, ISBN 978-3-946964-09-4, S. 17–34.
- mit Karl-Heinz Erdmann (Hrsg.):  Pützchens Markt. 650 Jahre in Bonn am Rhein. Bouvier Verlag, Bonn 2017, ISBN 978-3-416-04014-3.
- Kommen! Sehen! Staunen! Pützchens Markt in Zeitungsanzeigen und -berichten vom frühen 19. Jahrhundert bis 1938. BonnBuchVerlag, Bonn 2023, ISBN 978-3-948568-22-1
- zahlreiche Beiträge für die Europäische Schaustellerunion, den Deutschen Schaustellerbund sowie in nationalen und internationalen Fachzeitschriften für Schausteller- und Zirkuskultur